# 豬哥亮歌廳秀
《豬哥亮歌廳秀》是三立影視有限公司於1985年後期至1990年販售、出租的錄影秀，主持人豬哥亮（本名謝新達）、賀一航等，製作人是林崑海、張榮華，企劃是林煌坤，三立大樂隊伴奏（指揮林玉峰、王吉宣），本節目也是《三立五虎將 金牌點唱秀》的前身。《豬一哥亮歌廳秀》是將台灣秀場文化正式搬上錄影帶市場的錄影秀，是三立影視第一部錄影秀，目標市場大多是遊覽車、小家庭，也奠定豬哥亮在綜藝界的地位。

## 錄影地點
當年錄影地點不一定，於1985年到1987年間剛開播的錄影基地就在高雄市藍寶石大歌廳或今日歌劇院實況錄影，1988年錄影基地遷到台北市台視大樓攝影棚或台北市南港區東光攝影棚，1989年錄影基地第三度遷移到台北市中央電影公司製片廠攝影棚，後續三立大大小小的綜藝節目都在中影攝影棚錄製。

## 主持人
- 首任－豬哥亮【客串主持：長青、田路路】
- 第2代－豬哥亮、康弘、黃西田【客串主持：姜厚任、沈文程、王夢麟】
- 第3代－豬哥亮、康弘、黃西田、賀一航

## 舞台劇主要演員
余天、素珠、吳敏、向娃、易淑寬、司馬三三、羅璧玲、陳美鳳、朱慧珍、馬妞、許家榮、李滔、吳佳珊、游家榮、季杰等

## 節目內容
- 訪問秀
  - 是節目的主要的單元，訪問主持人就四人輪替或一起主持。每次歌星要唱歌之前，豬哥亮就開始介紹歌星的表演，歌星唱完豬哥亮就出來訪問歌星。訪問余天，豬哥亮只要問題敏感就被余天一巴掌打過去，如果李亞萍來上節目，豬哥亮及賀一航想盡辦法要偷看李亞萍的裙底風光，余天就一巴掌打在豬哥亮與賀一航臉上，讓觀眾笑開懷。因為無厘頭的訪問加上豬哥亮的親和力，以及節目當中的短劇，讓整個節目充滿無限歡樂。

- 短劇
  - 經典短劇：〈亂點鴛鴦譜〉、〈豬官難斷家務事〉、〈五月花風波〉、〈家庭煮夫〉、〈豬哥壇〉等…

## 大型舞台劇
- 豬哥亮與嘉慶君
- 台灣歌謠一百年

## 節目暫停
1988年10月8日，豬哥亮在藍寶石大歌廳後方被槍擊，生命垂危。三立影視暫停製作《豬哥亮歌廳秀》，等待豬哥亮康復。在此期間，三立製作錄影秀《陳今珮大白鯊地震秀》，主持人為陳今珮、邢峰、賀一航，直到豬哥亮復出。

## 節目復播
豬哥亮出院養傷完後即上工，回來三立影視主持錄影秀，節目改名為《新豬哥亮爆笑歌廳秀》。

## 節目停播
豬哥亮與三立影視合約到期，改變環境主持新節目。當年豬哥亮在三立影視有些債務，以主持費抵債；後來藍寶石老闆楊登魁創立巨登育樂，楊登魁幫豬哥亮清償他在三立的債務，1990年把豬哥亮挖角到巨登主持錄影秀《豬哥亮俱樂部》。

## 節目停播後精華版
1990年代三立衛星電視台成形後，三立影視自行剪輯《豬哥亮歌廳秀》的精華片段，在三立綜藝台以《豬哥亮精華秀》為名播出；2004年，上演影視購得三立電視授權，發行《豬哥亮精華秀》VCD，內容與三立綜藝台播出版相同，在全國夜市、影片出租店、唱片行販賣出租，全8集。上演影視還陸續代理剪輯《豬哥亮歌廳秀》系列的舞台劇。
2009年6月5日，靖天傳播取得《豬哥亮精華秀》、《台灣歌謠一百年》、《豬哥亮與嘉慶君》與《豬哥亮戲劇精選》等4套綜藝節目的授權，在中華電信MOD隨選視訊服務區提供上列4套節目。